# Trofeu Platges de Moncofa de Frontó
El Trofeu Platges de Moncofa és un torneig de pilota valenciana en la modalitat de Frontó, organitzat pel club de Moncofa, i disputat als mesos d'estiu a la canxa de Palafangues, al bell mig de l'horta, en la qual competeixen per parelles els millors jugadors de frontó valencià i els professionals més reputats d'altres disciplines. Malgrat la seua recent creació ja està reconegut com un dels campionats més prestigiosos de les tres parets.
Al Trofeu Platges de Moncofa han jugat, entre d'altres, pilotaris de reconegut prestigi com Pedro, Lemay, Núñez, Raül II, Álvaro, Espínola, León, Salva, Genovés II, Paquito, Mezquita, José de Moixent, Adrián II, Zacarías, Cervera, Pasqual II o Puchol.
El sistema de competició és de parelles enfrontant-se en partides eliminatòries des de quarts de final (8 parelles) o semifinals (4 parelles), depenent de la disponibilitat dels pilotaris professionals. Aquestes parelles estan formades per un jugador professional i un aficionat de renom en el frontó o un jove professional que necessita partides per a foguejar-se.

## Historial
| Any  | Campió               | Subcampió                | Resultat | Frontó                |
| ---- | -------------------- | ------------------------ | -------- | --------------------- |
| 2009 | No es juga           |                          |          |                       |
| 2008 | Álvaro i Vicent      | Mezquita i Pasqual II    | 41-12    | Palafangües (Moncofa) |
| 2007 | Álvaro i Espínola    | Cervera i Salva del Puig | 41-26    | Palafangües (Moncofa) |
| 2006 | Genovés II i Paquito | Núñez i Fageca           | 41-24    | Palafangües (Moncofa) |
| 2005 | Genovés II i Paquito |                          |          |                       |
| 2004 |                      |                          |          |                       |
| 2003 |                      |                          |          |                       |
| 2002 |                      |                          |          |                       |